# MBC MOVIES MBC게임 팀리그
MBC MOVIES MBC게임 팀리그는 MBC게임에서 5번째로 열린 마지막 리그이다. G.O팀이 3회 우승을 하였고, 후에 온게임넷의 프로리그와 통합하였다.

## 특이사항
- 최대 규모의 팀리그
- 팀리그 최초로 감독이 오프닝 출연
- 삼성전자 칸, 아마추어인 주영달의 출전으로 실격패하는 사태 발생 (vs SouL 전)
- 팀리그 최초의 지방투어 실시(2004년 12월 21일) - 팬택앤큐리텔 큐리어스 vs Greatest One (부산 벡스코)
- 팀리그 플레이오프 최초로 지방투어(2005년 3월 1일) - 인천 도원실내체육관
- 결승전 장소 : 대구 전시컨벤션센터
- G.O, 팀리그 최초 3회 우승
- 팀리그의 마지막리그
- 프로리그와의 통합으로 마지막 팀리그로 남음

## 본선
| 순위 | 팀                    | 경기수 | 승 | 패 | 승률  | 승점 | 벌점 | 포스트 시즌  |
| ---- | --------------------- | ------ | -- | -- | ----- | ---- | ---- | ------------ |
| 1    | G.O                   | 7      | 5  | 2  | 71.4% | 10   |      | 결승전       |
| 2    | 팬택앤큐리텔 큐리어스 | 7      | 4  | 3  | 57.1% | 5    |      | 플레이오프   |
| 3    | KTF 매직엔스          | 7      | 4  | 3  | 57.1% | 2    |      | 준플레이오프 |
| 4    | SouL                  | 7      | 4  | 3  | 57.1% | 2    |      | 준플레이오프 |
| 5    | KOR                   | 7      | 4  | 3  | 57.1% | 1    |      |              |
| 6    | SK텔레콤 T1           | 7      | 4  | 3  | 57.1% | -3   |      |              |
| 7    | Plus                  | 7      | 2  | 5  | 28.5% | -7   |      |              |
| 8    | 삼성전자 칸           | 7      | 1  | 6  | 14.2% | -10  |      |              |

## 경기 목록
5차 팀리그 정규시즌 경기 맵순서
| 경기  | 맵                 |
| ----- | ------------------ |
| 1경기 | 루나 2.01          |
| 2경기 | 애리조나           |
| 3경기 | 인투 더 다크니스 2 |
| 4경기 | 레이드 어썰트      |
| 5경기 | 루나 2.01          |